# Fernanda Montenegro
Fernanda Montenegro, właśc. Arlete Pinheiro Esteves da Silva (ur. 16 października 1929 w Rio de Janeiro) – brazylijska aktorka filmowa, teatralna i telewizyjna, znana również z występów w radiu. Uważana za pierwszą wielką damę brazylijskiego kina i teatru.
Na dużym ekranie pojawia się dość sporadycznie. Na forum międzynarodowym najbardziej znana jest z roli w filmie Dworzec nadziei (1998) Waltera Sallesa, za którą zdobyła Srebrnego Niedźwiedzia na 48. MFF w Berlinie i była nominowana do Oscara dla najlepszej aktorki jako pierwsza w historii aktorka z Ameryki Południowej.

## Życiorys
Urodziła się w Rio de Janeiro, w rodzinie o korzeniach portugalsko-włoskich. Debiutowała na scenie w 1950, występując w sztuce Alegres Canções nas Montanhas. Partnerował jej Fernando Torres, za którego cztery lata później wyszła za mąż. Następnie rozpoczęła występy w telewizji, grywając w licznych telenowelach. W filmie zadebiutowała główną rolą w filmie Nieboszczka (1965) w reżyserii Leona Hirszmana.
W 1998 roku wystąpiła w głośnym filmie Waltera Sallesa Dworzec nadziei, za który otrzymała Srebrnego Niedźwiedzia dla najlepszej aktorki na 48. MFF w Berlinie, nominację do Złotego Globu dla najlepszej aktorki w filmie dramatycznym oraz - jako pierwsza w historii Brazylijka - nominację do Oscara dla najlepszej aktorki pierwszoplanowej.
W 2005 wystąpiła wraz z córką Fernandą Torres w filmie jej męża Andruchy Waddingtona Dom z piasku. Zagrała też w adaptacji powieści Gabriela Garcíi Márqueza Miłość w czasach zarazy (2007) w reżyserii Mike'a Newella.
Jej mężem od 1954 do śmierci w 2008 był brazylijski aktor Fernando Torres. Ma z nim dwoje dzieci: aktorkę Fernandę Torres i reżysera Claudio Torresa. Teściowa reżysera Andruchy Waddingtona.

## Wybrana filmografia
Filmy fabularne

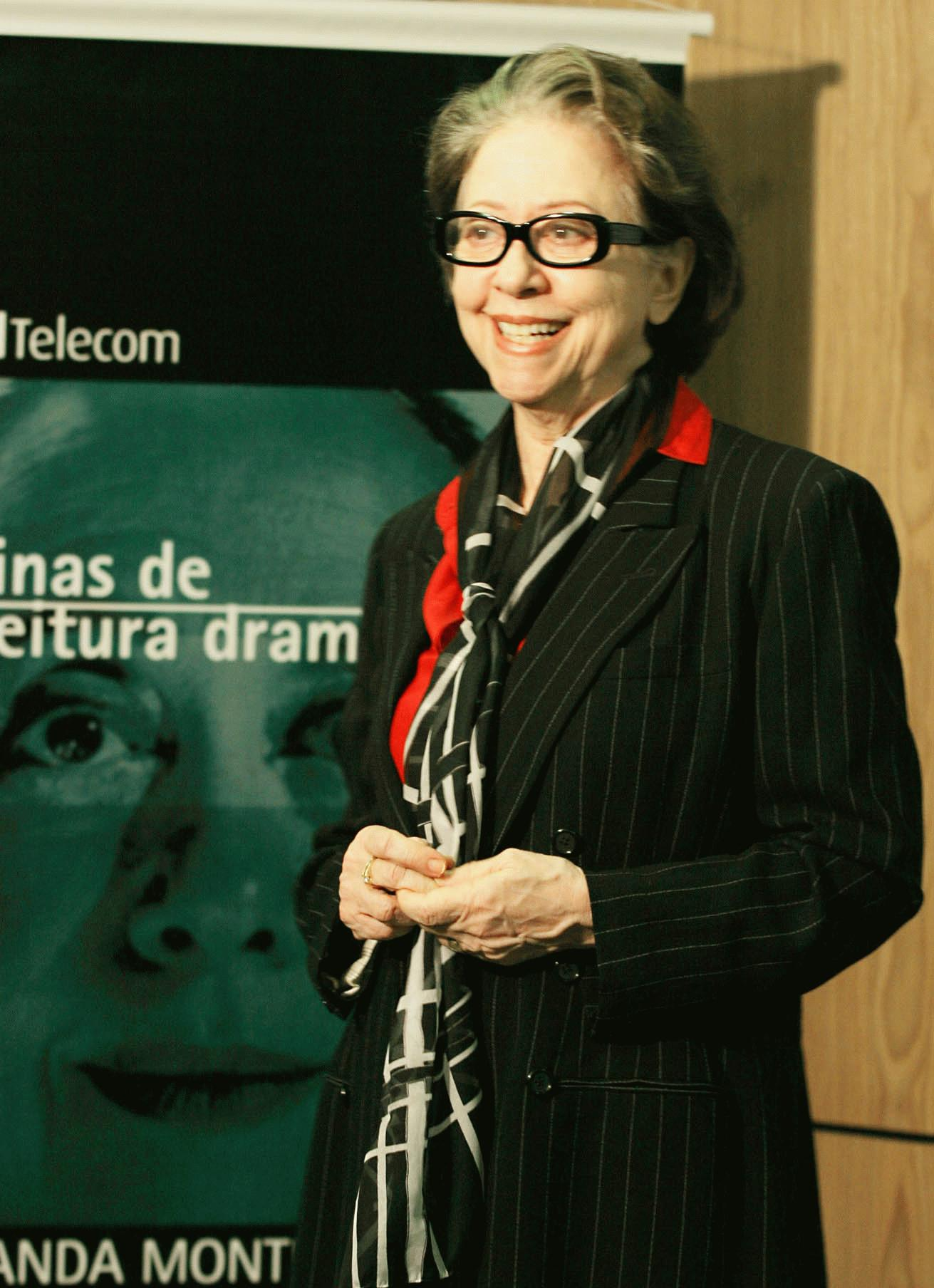
Fernanda Montenegro

- 2019: O Juízo jako Marta Amarantes
- 2019: Piedade jako Carminha
- 2019: Niewidoczne życie sióstr Gusmão (A Vida Invisível) jako Eurídice
- 2018: O Beijo no Asfalto jako D. Matilde
- 2014: Infância jako Dona Mocinha
- 2014: Rio, I Love You (Rio, Eu Te Amo) jako Dona Fulana (nowela "Dona Fulana")
- 2014: Boa Sorte jako Célia
- 2014: A Primeira Missa jako Ente da Floresta
- 2008: O Natal do Menino Imperador jako Narrator
- 2007: Miłość w czasach zarazy (Love in the Time of Cholera) jako Tránsito Ariza
- 2005: Dom z piasku (Casa de Areia) jako Dona Maria / Áurea / Maria
- 2004: Redentor jako Dona Isaura
- 2004: Olga jako Leocádia Prestes
- 2004: Po drugiej stronie ulicy (O Outro Lado da Rua) jako Regina
- 2000: Testament psa (O Auto da Compadecida) jako Compadecida
- 1999: Gêmeas jako Matka
- 1998: Traição jako Kobieta w barze (nowela "O Primeiro Pecado") / Matka Dagmar (nowela "Diabólica") / Kobieta w hotelu (nowela "Cachorro!")
- 1998: Dworzec nadziei (Central do Brasil) jako Dora
- 1997: Cztery dni we wrześniu (O Que é Isso, Companheiro?) jako Dona Margarida
- 1994: Veja Esta Canção (nowela "Samba do Grande Amor")
- 1988: Fogo e Paixão jako Królowa
- 1986: Trancado por Dentro jako Ivette
- 1985: Godzina gwiazdy (A Hora da Estrela) jako Madame Carlota
- 1981: Nie noszą krawatów (Eles Não Usam Black-Tie) jako Romana
- 1979: Everything's Alright jako Elvira Barata
- 1976: Marília e Marina
- 1975: Joanna Francesa jako Joana (głos)
- 1974: Missa do Galo
- 1973: Medéia
- 1971: A Vida de Jesus Cristo jako Samaritana
- 1971: Em Família jako Anita
- 1970: Pecado Mortal jako Fernanda
- 1970: Minha Namorada
- 1965: Nieboszczka (A Falecida) jako Zulmira

## Nagrody
48. MFF w Berlinie (1998)
- Srebrny Niedźwiedź dla najlepszej aktorki za rolę w filmie Dworzec nadziei